# دن آريق
دن آريق (بالروسية: Дөң-Арык)، (باللاتينية: Don-Aryk) (بالعربية: دن آريق)، قرية في مقاطعة تشوي، في قيرغيزستان. تأسست القرية في عام 1929م و بلغ عدد سكانها حوالي 2401 نسمة في عام 2009.